# Pringle Stokes
Pringle Stokes (23 april 1793 – 12 augustus 1828) was een Brits marineofficier. Hij voer op de HMS Owen Glendower rond Kaap Hoorn naar de westkust van Zuid-Amerika en rond de westkust van Afrika tegen de slavenhandel. Later was hij kapitein van de HMS Beagle, waarmee hij in het zuidelijke gedeelte van de Atlantische Oceaan zocht naar land. Na twee jaar op dit schip pleegde hij in de Straat van Magellaan zelfmoord.